# Xestia praevia
Xestia praevia är en fjärilsart som beskrevs av Lafontaine 1998. Xestia praevia ingår i släktet Xestia och familjen nattflyn. Inga underarter finns listade i Catalogue of Life.

## Bildgalleri

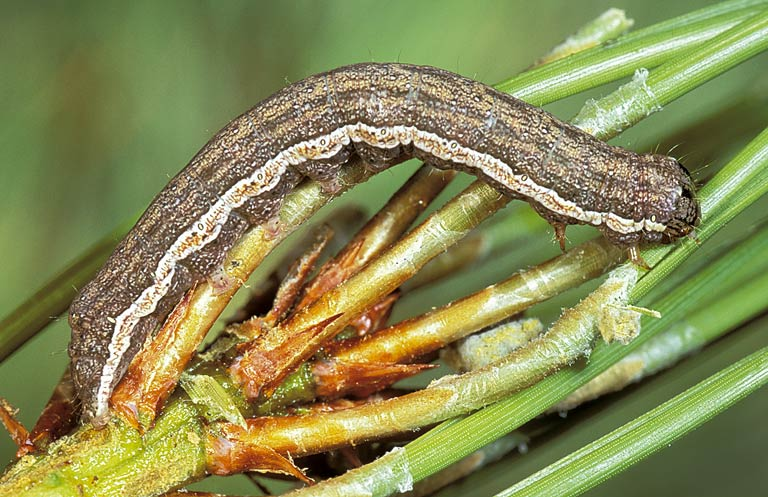